# 特烏泰烏鄉
47°16′N 22°20′E / 47.267°N 22.333°E
特烏泰烏鄉（羅馬尼亞語：Comuna Tăuteu, Bihor），是羅馬尼亞的鄉份，位於該國西北部，由比霍爾縣負責管轄，面積70平方公里，海拔高度196米，2007年人口4,494，人口密度每平方公里64人。